# أولاد غريب
قرية أولاد غريب هي إحدى القرى التابعة لمركز سوهاج بمحافظة سوهاج في جمهورية مصر العربية. حسب إحصاءات سنة 2006، بلغ إجمالي السكان في أولاد غريب 5192 نسمة، منهم 2584 رجل و2608 امرأة.